# 진나라의 군주 목록
진나라(秦)의 군주
기원전 9세기 ~ 기원전 206년
| 대수 | 시호                                     | 이름                  | 재위 기간                     | 능묘                    | 세계 관계                                            |
| ---- | ---------------------------------------- | --------------------- | ----------------------------- | ----------------------- | ---------------------------------------------------- |
| 추존 | -                                        | 비자(非子)            | 기원전 900년경 ~ 기원전 858년 |                         | 오래(惡來)의 5세손                                   |
| 추존 | 진후(秦侯)                               | 미상                  | 기원전 857년 ~ 기원전 848년   |                         | 비자의 아들                                          |
| 추존 | 공백(公伯)                               | 미상                  | 기원전 847년 ~ 기원전 845년   | 미상                    | 진후의 아들                                          |
| 추존 | 진중(秦仲)                               | 미상                  | 기원전 844년 ~ 기원전 822년   |                         | 공백의 아들                                          |
| 추존 | 장공(莊公)                               | 기(其)                | 기원전 821년 ~ 기원전 778년   |                         | 진중의 장남                                          |
| 01   | 양공(襄公)                               | 미상                  | 기원전 777년 ~ 기원전 766년   |                         | 장공의 차남                                          |
| 02   | 문공(文公)                               | 미상                  | 기원전 765년 ~ 기원전 716년   |                         | 양공의 아들                                          |
| 추존 | 정공(竫公, 靖公)                         | 미상                  | 즉위하지 않음, 추존           |                         | 문공의 아들                                          |
| 03   | 헌공(憲公) 영공(寧公)                    | 미상                  | 기원전 716년 ~ 기원전 704년   |                         | 정공의 아들                                          |
| 04   | 출자(出子)                               | 만(曼)                | 기원전 703년 ~ 기원전 698년   |                         | 헌공의 막내아들                                      |
| 05   | 무공(武公)                               | 미상                  | 기원전 697년 ~ 기원전 678년   |                         | 헌공의 장남                                          |
| 06   | 덕공(德公)                               | 미상                  | 기원전 677년 ~ 기원전 676년   |                         | 헌공의 아들 무공의 동생                              |
| 07   | 선공(宣公)                               | 미상                  | 기원전 675년 ~ 기원전 664년   |                         | 덕공의 장남                                          |
| 08   | 성공(成公)                               | 미상                  | 기원전 663년 ~ 기원전 660년   |                         | 덕공의 아들 선공의 동생                              |
| 09   | 목공(穆公, 繆公)                         | 임호(任好)            | 기원전 659년 ~ 기원전 621년   |                         | 덕공의 아들 성공의 동생                              |
| 10   | 강공(康公)                               | 앵(罃)                | 기원전 620년 ~ 기원전 609년   |                         | 목공의 아들                                          |
| 11   | 공공(共公)                               | 화(和) 가(貑) 도(稻)  | 기원전 608년 ~ 기원전 604년   |                         | 강공의 아들                                          |
| 12   | 환공(桓公)                               | 영(榮)                | 기원전 603년 ~ 기원전 577년   |                         | 공공의 아들                                          |
| 13   | 경공(景公) 희공(僖公)                    | 석(石)                | 기원전 576년 ~ 기원전 537년   |                         | 환공의 아들 후백거(后伯車)라는 이름은 잘못 전해진 것 |
| 14   | 애공(哀公)                               | 미상                  | 기원전 536년 ~ 기원전 501년   |                         | 경공의 아들                                          |
| 추존 | 이공(夷公)                               |                       | -                             |                         | 애공의 아들                                          |
| 15   | 혜공(惠公)                               | 미상                  | 기원전 500년 ~ 기원전 491년   |                         | 이공의 아들                                          |
| 16   | 도공(悼公)                               | 미상                  | 기원전 490년 ~ 기원전 477년   |                         | 혜공의 아들                                          |
| 17   | 여공공(厲共公)                           | 미상                  | 기원전 477년 ~ 기원전 443년   |                         | 도공의 아들                                          |
| 18   | 조공(躁公)                               | 미상                  | 기원전 443년 ~ 기원전 429년   |                         | 여공공의 아들                                        |
| 19   | 회공(懷公)                               | 미상                  | 기원전 428년 ~ 기원전 425년   |                         | 여공공의 아들                                        |
| 20   | 영공(靈公)                               | 미상                  | 기원전 424년 ~ 기원전 415년   |                         | 회공의 손자, 진소자(秦昭子)의 아들                   |
| 21   | 간공(簡公)                               | 도자(悼子)            | 기원전 414년 ~ 기원전 400년   |                         | 진소자의 동생 영공의 숙부                            |
| 22   | 혜공(惠公)                               | 미상                  | 기원전 399년 ~ 기원전 387년   | 능어(陵圉)              | 간공의 아들                                          |
| 23   | 출공(出公)                               | 미상                  | 기원전 386년 ~ 기원전 385년   |                         | 혜공의 아들                                          |
| 24   | 헌공(獻公)                               | 사습(師隰) 연(連)     | 기원전 385년 ~ 기원전 362년   | 효어(囂圉)              | 영공의 아들                                          |
| 25   | 효공(孝公)                               | 거량(渠梁)            | 기원전 361년 ~ 기원전 338년   | 제어(弟圉)              | 헌공의 아들                                          |
| 26   | 혜문왕(惠文王)                           | 사(駟)                | 기원전 337년 ~ 기원전 311년   | 공릉(公陵)              | 효공의 아들 기원전 324년, 다시 개원 후 칭왕          |
| 27   | 도무왕(悼武王) 무왕(武王) 무열왕(武烈王) | 탕(蕩)                | 기원전 311년 ~ 기원전 307년   | 영릉(永陵)              | 혜문왕의 아들                                        |
| 28   | 소양왕(昭襄王) 소왕(昭王)                | 직(稷) 칙(則)         | 기원전 306년 ~ 기원전 251년   | 지릉(芷陵)              | 혜문왕의 아들 도무왕의 이복동생                      |
| 29   | 효문왕(孝文王)                           | 주(柱)                | 기원전 250년 ~ 기원전 250년   | 수릉(壽陵)              | 소양왕의 아들                                        |
| 30   | 장양왕(莊襄王) 장왕(莊王)                | 이인(異人) 자초(子楚) | 기원전 249년 ~ 기원전 247년   | 지양(芷陽)              | 소양왕의 아들                                        |
| 31   | 시황제(始皇帝)                           | 정(政)                | 기원전 246년 ~ 기원전 210년   | 진시황릉 (秦始皇陵)     | 장양왕의 아들 전국 통일 후 칭제                      |
| 32   | 이세황제(二世皇帝)                       | 호해(胡亥)            | 기원전 209년 ~ 기원전 207년   | 진이세황릉 (秦二世皇陵) | 시황제의 아들                                        |
| 33   | -                                        | 자영(子嬰)            | 기원전 207년                  |                         | 이세황제의 조카 황제의 칭호를 포기                   |